# Torvizcón
Torvizcón és un municipi situat en la part meridional de la Alpujarra (província de Granada). Limita amb els municipis de La Taha, Almegíjar, Cástaras, Albondón, Sorvilán, Polopos i Órgiva.